# Iris pamphylica
Iris pamphylica — вид растений рода Ирис семейства Ирисовые.

## Ботаническое описание
Многолетнее травянистое растение, высотой от 15 до 25 сантиметров, четырехугольные листья позже достигают 55 сантиметров. Трубка перигонии имеет длину около 2 сантиметров. Пластинка свисающих листьев имеет коричневато-пурпурную окраску и желто-пурпурную точечную центральную бусинку. Куполообразные листья заострённые, от бледно- до тёмно-синего цвета, размером от 4 до 0,6 сантиметра. Зрелый плод, коробочка, свисает со стебля длиной до 10 сантиметров.
Время цветения — с марта по апрель.
Число хромосом 2n = 20.

## Распространение и экология
Встречается на юге Турции в провинции Анталья в дубово-кустарниковых и сосновых лесах на высоте от 700 до 1500 метров над уровнем моря.
В 1997 году вид был включен в Красную книгу МСОП, а в Красной книге растений Турции он был занесён в категорию «находящихся под угрозой исчезновения».

## Использование
Редко используется в качестве декоративного растения.

## Культивирование
Предпочитает суглинистые почвы, вынослив. Подходит для выращивания в альпинариях или в горшках.

## Токсичность
Как и у многих других ирисов, большинство частей растения ядовиты (корневище и листья), при ошибочном проглатывании могут вызвать боли в желудке и рвоту. Также обращение с растением может вызвать раздражение кожи или аллергическую реакцию.

## Культура
В Турции растение изображено на монете в 7 500 000 лир (в составе набора турецких цветов, выпущенного в 2002 году).